# 行田バイパス
行田バイパス（ぎょうだバイパス）は、埼玉県羽生市から熊谷市までの約10kmの区間を結ぶ、国道125号のバイパスである。現地標識では125号バイパスと案内されている。なお、2018年7月までに現道化した（並行する旧道を埼玉県道128号熊谷羽生線に転換）。

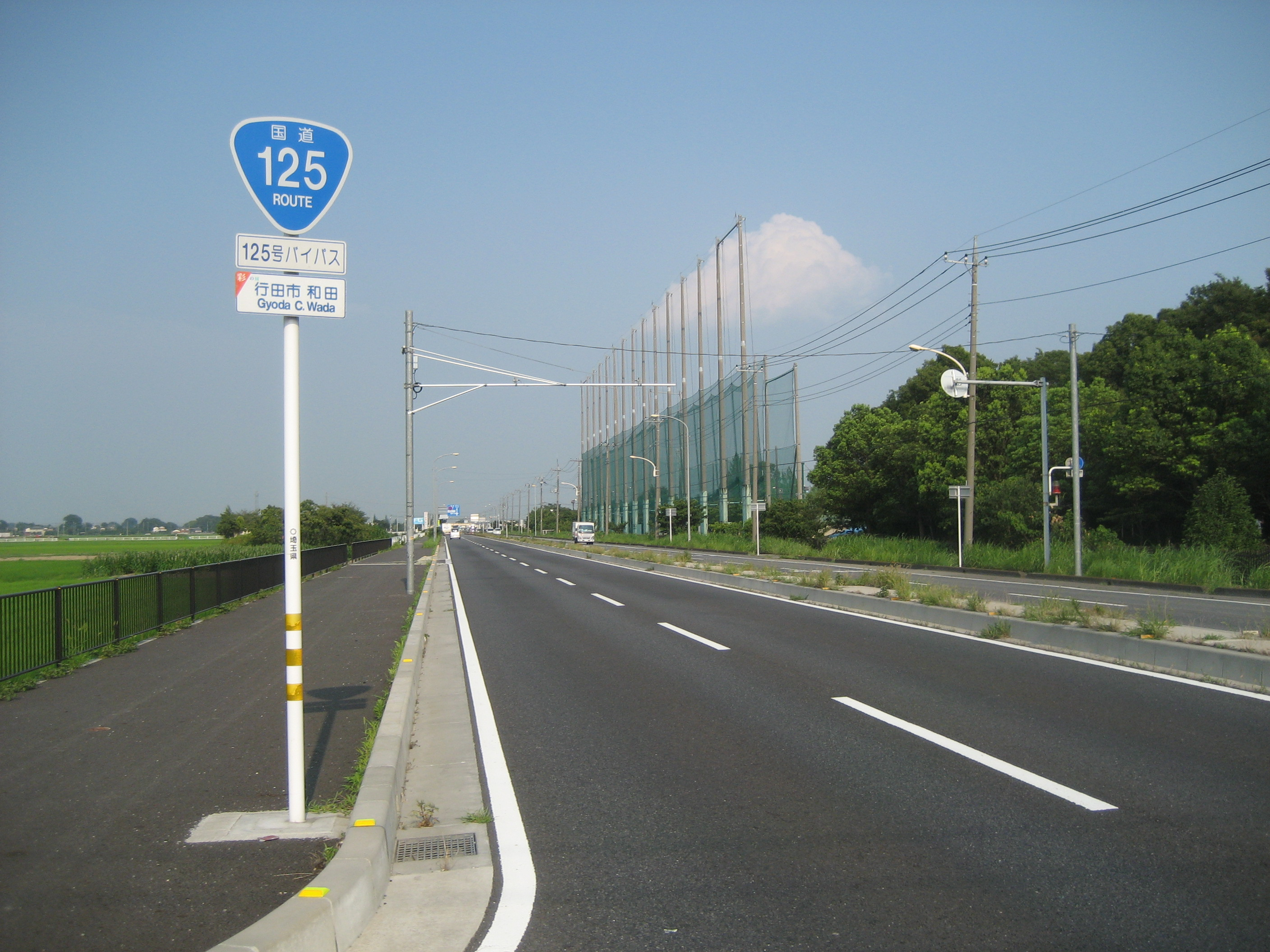
行田バイパス　行田市和田付近

## 概要
埼玉県行田市の市街地を通過していた旧道（現埼玉県道128号熊谷羽生線）が狭く、信号機も多く混雑するため計画された。
2014年3月現在、行田市荒木地区から秩父鉄道秩父本線を跨ぐ行田大橋までの区間で4車線化工事が2015年度中の完成を目標に進められ、2016年には既存の橋の北側へ羽生市方面の2車線の橋が新設、その後2017年3月には既存の橋を熊谷市方面への2車線化が完了し、晴れてバイパスが完全な4車線となった。
終点の上之（南）交差点から更に直進して熊谷駅前まで直結する通りが2019年4月13日に開通したが、これは国道125号ではなく埼玉県道128号熊谷羽生線の新道であり、行田バイパス・国道125号としては同交差点が終点のまま変更は無い。
終点部は、先述の通り十字路になっているものの、実質的には交差する国道17号熊谷バイパスの高崎方面へ合流・分岐するような構造となっており、当バイパス終点下り線側は熊谷バイパス下り線高崎方面へ通行を優先する構造になっており（信号制御はある）、逆方向の熊谷バイパス上り線から当バイパス上り加須方面への分岐は信号を介さず通行するランプ構造になっている。この行田バイパス-熊谷バイパス高崎方面間は上下線とも通行車線が赤く塗りつぶされ強調されている。また、当バイパス手前の国道122号との重複区間からの分岐点及び当バイパス内の行田市内では、案内標識上に「高崎 熊谷」方面と表記されている（2025年現在、羽生市内に関して「高崎 熊谷」方面から「熊谷 行田」方面と書き換えられている。なお、旧道の元終点も国道17号現道へ同様の形で合流・分岐していた。

## 地理

### 接続する道路
| 交差する道路                                 | 交差する道路                    | 交差点名   | 所在地 | 所在地 |
| -------------------------------------------- | ------------------------------- | ---------- | ------ | ------ |
| 国道122号 東京方面                           |                                 |            |        |        |
| 加須羽生バイパス 加須方面                    | -                               | 下川崎     | 羽生市 | 須影   |
| 国道122号 館林方面                           | -                               | 須影       | 羽生市 | 須影   |
| -                                            | 埼玉県道32号鴻巣羽生線          | 砂山       | 羽生市 | 砂山   |
| 埼玉県道32号鴻巣羽生線                       |                                 | 小松       | 羽生市 | 小松   |
| 埼玉県道364号上新郷埼玉線                    | 埼玉県道364号上新郷埼玉線       | 下須戸北   | 行田市 | 下須戸 |
| 埼玉県道306号上中森鴻巣線                    | 埼玉県道306号上中森鴻巣線       | ※立体交差  | 行田市 | 小見   |
| 埼玉県道7号佐野行田線                        | 埼玉県道7号佐野行田線           | 小見南     | 行田市 | 小見   |
|                                              | 埼玉県道199号行田市停車場酒巻線 | 谷郷       | 行田市 | 谷郷   |
| 埼玉県道199号行田市停車場酒巻線              |                                 | 総合公園前 | 行田市 | 和田   |
| 埼玉県道128号熊谷羽生線                      | 埼玉県道303号弥藤吾行田線       | 上池守     | 行田市 | 上池守 |
| 埼玉県道303号弥藤吾行田線                    | -                               |            | 熊谷市 | 池上   |
| 国道17号（熊谷バイパス）                     | 国道17号（熊谷バイパス）        | 上之南     | 熊谷市 | 上之   |
| 埼玉県道128号熊谷羽生線バイパス 熊谷市街方面 |                                 |            |        |        |

### 重複区間
- 国道122号（下川崎交差点 - 須影交差点）
- 埼玉県道32号鴻巣羽生線（砂山交差点 - 小松交差点）
- 埼玉県道199号行田市停車場酒巻線（谷郷交差点 - 総合公園前交差点）
- 埼玉県道303号弥藤吾行田線（上池守交差点 - 熊谷市池上地内）
- 埼玉県道128号熊谷羽生線（上池守交差点  - 上之南交差点）

### 沿線の施設
- 小松台工業団地
- 埼玉県立進修館高等学校

＜この間（行田総合公園隣接地）に「道の駅ぎょうだ」（仮称）建設計画あり＞
- 行田市総合公園・行田市総合体育館（グリーンアリーナ）

＜終点上之(南)交差点角に「道の駅くまがや」（仮称）建設計画あり＞